# حفظ بالبرودة

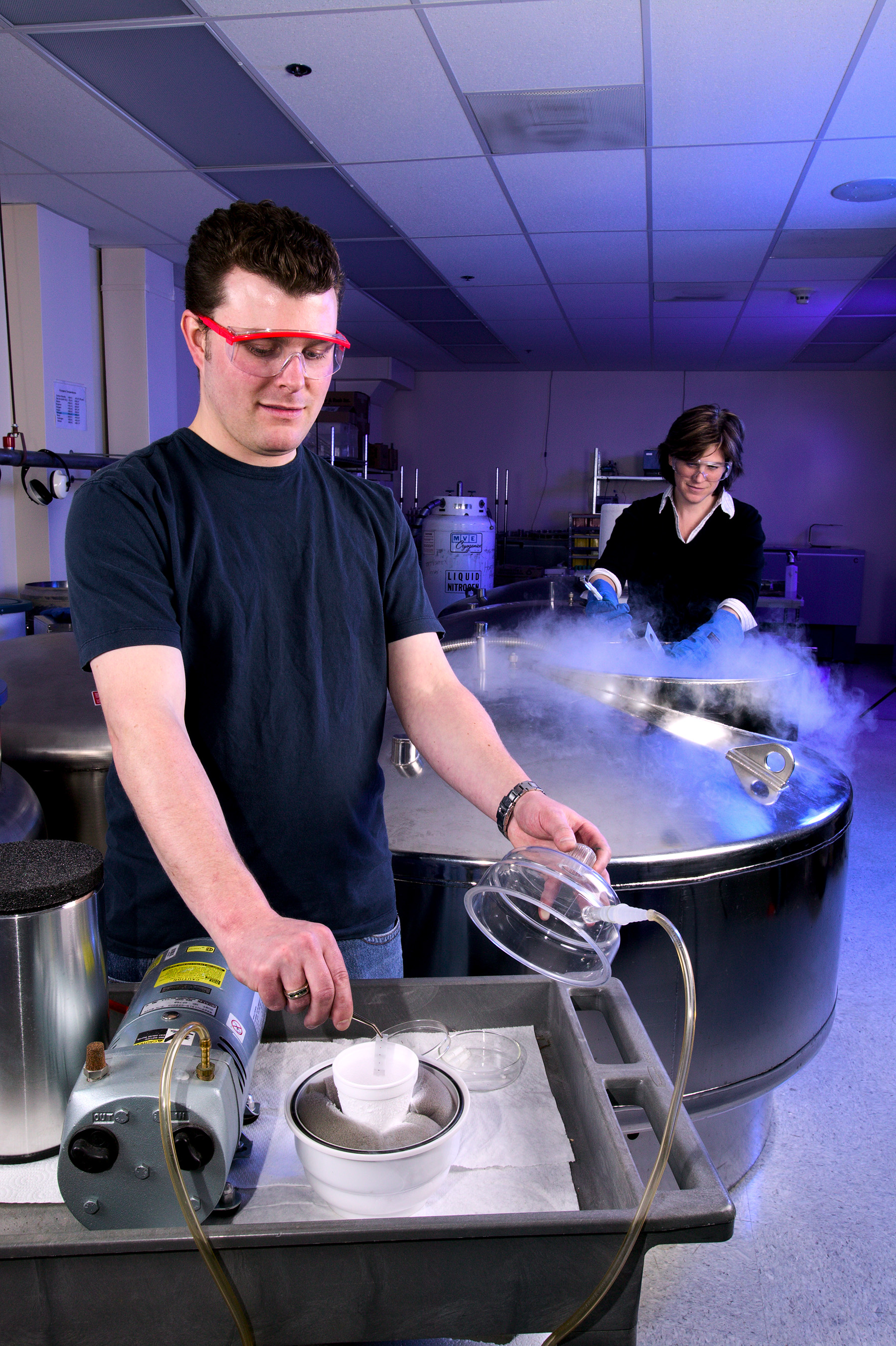
حفظ أجزاء حيوية من نباتات بالتجميد.

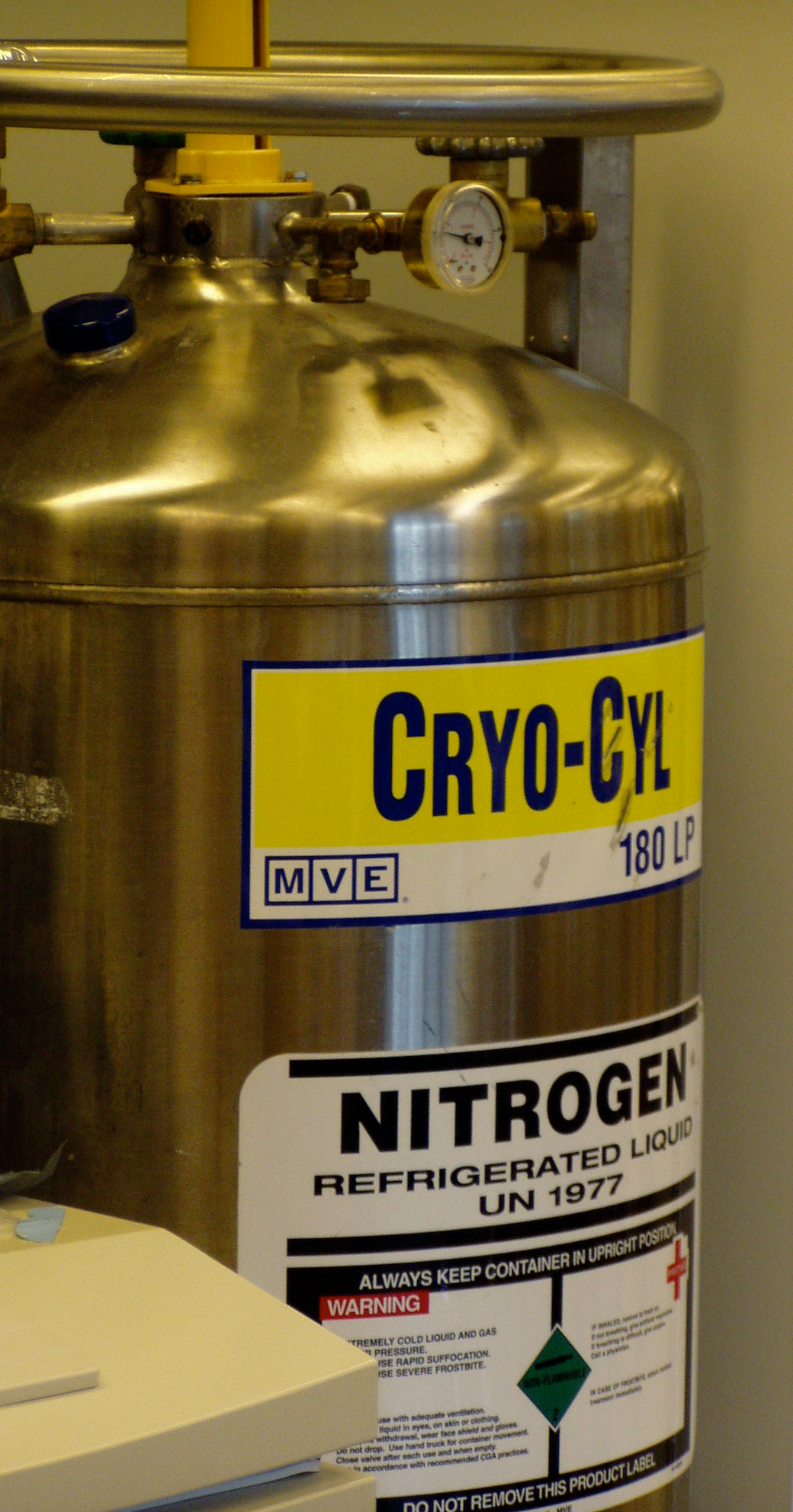
وعاء من النتروجين السائل المستخدم من أجل الحفظ بالتجميد.

الحفظ بالبرودة أو الحفظ بالتبريدأو الحفظ بالتجميد هي عملية حفظ العضية الخلوية والخلايا والنسيج الخلوي   والنسيج البيني خارج الخلية والأعضاء، أو أي بنية بيولوجية معرضة للضرر بسبب حركية التفاعل الكيميائية غير المنظمة. تُحفظ تلك البنى العضوية عن طريق تبريدها بدرجات حرارة منخفضة جدًا (80 درجة سيليزيوس تحت الصفر بشكل معياري وباستخدام ثاني أوكسيد الكربون، أو حتى 196– سيلزيوس باستخدام النيتروجين السائل). في درجات الحرارة المنخفضة بشكل كافٍ، تتوقف كافة النشاطات الكيميائية أو الإنزيمية التي قد تسبب أذى للمادة البيولوجية المدروسة. تسعى طرق الحفظ بالبرودة إلى الوصول لدرجات حرارة منخفضة بدون التسبب بضرر إضافي، وهو ما قد ينجم عن تشكل بلورات الجليد أثناء عملية التجميد. اعتمدت الأساليب التقليدية للحفظ بالبرودة على تغطية المادة المراد تجميدها بطبقة من الجزيئات تُدعى واقيات التجمد (واقيات البرودة). يجري اسكتشاف واختبار الطرق الجديدة للحفظ بالبرودة بشكل دائم، والسبب هو سُميّة الكثير من الجزيئات الواقية من التجمد. من المفترض عادة الأخذ بعين الاعتبار أن الحفظ بالبرودة قد يبدّل أو يعدل بنية وعمل الخلايا إلا إذا أُثبت عكس ذلك في مجموعة معينة من الخلايا. حفظ الموارد الجينية الحيوانية بالبرودة هو عملية تُجمع خلالها المادة الوراثية للحيوان وتُخزن بغية الحفاظ على السلالة.

## الحفظ الطبيعي بالبرودة
بإمكان دب الماء (بطيء الخطو أو تارديغرادا) والكائنات المجهرية متعددة الخلايا العيش حتى في درجات التجمد عن طريق استبدال الماء الداخلي بتريهالوز السكر، فيمنع الأخير من التبلور الذي يدمر الغشاء الخلوي. تعطي مزائج المذيبات تأثيرات مشابهة. تملك بعض المذيبات، من ضمنها الملح، ميزة سلبية، فهي سامة إذا كانت بتراكيز مرتفعة. بالإضافة إلى دب الماء، بإمكان الضفدع الحرجي تحمل درجات الحرارة الباردة وتجمد دمه وأنسجة خلاياه الأخرى. تتراكم اليوريا في الأنسجة تحضيرًا للشتاء، ويُحوّل الغليكوجين في الكبد إلى كميات كبيرة من الغلوكوز استجابة لتشكل الجليد في الأعضاء الداخلية. تعمل اليوريا والغلوكوز «واقيات من التجمد» للحد من كمية الجليد المتشكل وتقليص الانكماش الأسموزي للخلايا. بإمكان الضفادع البقاء على قيد الحياة في الكثير من الظروف المتجمدة أو السائلة خلال الشتاء إذا لم يتجمد أكثر من 65% من نسبة الماء الموجود داخل جسدها. أجرى الباحث الكندي الدكتور كينيث بي. ستوري بحثًا لاستكشاف ظاهرة «الضفادع المتجمدة» بشكل أساسي.
تحمّل الجليد، وهو قدرة بعض الكائنات على البقاء حية خلال الشتاء عبر التجمد وتوقف الوظائف الحية، موجود لدى عدد قليل من الفقاريات: 5 أنواع من الضفادع (من بينها الضفدع الحرجي وضفدع الجوقة الغربي وضفدع الشجر الرمادي) ونوع واحد من السمادل ونوع واحد من الأفاعي (الغرطر المألوف) وثلاث أنواع من السلاحف (السلحفاء المزركشة والسلحفاة الصندوقية الشائعة والسلحفاة الصندوقية الغربية). تبقى السلاحف النهاشة (مثل السلحفاة النهاشة الشائعة) وسحالي الجدار (سحلية الجدار الشائعة) على قيد الحياة أثناء فترة التجمد السنوية، لكن من غير المُثبت إنْ كانت تلك الحيوانات قادرة على التكيف مع فترة الإشتاء المفرط. إحدى واقيات التجمد لدى الضفدع الحرجي هي الغلوكوز المعروف، والذي يزداد تركيزه لنحو 19 مل مول/لتر تقريبًا عندما تبرد الضفادع بشكل بطيء.

## تاريخ
كان جيمس لافلوك أحد أهم المنظرين الأوائل بخصوص موضوع الحفظ بالتجميد. في عام 1953، اقترح لافلوك أن الضرر الذي يصيب خلايا الدم الحمراء خلال عملية التجميد ناجمٌ عن الإجهاد الأسموزي، وأن زيادة تركيز الأملاح في الخلايا المصابة بالتجفاف يزيد من الضرر. في منتصف خمسينيات القرن الماضي، أجرى لافلوك تجاربًا عن الحفظ بالتجميد على القوارض، وتوصل إلى نتيجة تقر بإمكانية تجميد حيوانات الهامستر (الأقداد) حتى مع تحول 60% من الماء الموجود في الدماغ إلى بلورات جليدية، فذلك لا يسبب آثارًا ضارة، بينما أظهرت تجربته أن الأعضاء الأخرى حساسة للضرر. قاد هذا العمل علماء آخرين للسعي وراء تجربة أخرى بحلول عام 1955 اقتضت تجميد الجرذان لمدة قصيرة، وأكدت بقاء الحيوانات نشطة تمامًا بعد إنعاشها من التجميد لفترة يتراوح قدرها بين 4 إلى 7 أيام.
طُبق الحفظ بالتجميد على البشر بدءًا من عام 1954، فجاءت التجربة على ثلاث حالات حَمْل استُخدم فيها سائل منوي مجمد سابقًا لتلقيح البيوض. حُفظ السائل المنوي للطيور بالتجميد عام 1957 على يد فريق من العلماء في المملكة المتحدة تحت إشراف كريستوفر بولج. خلال عام 1963، أظهر بيتر ماوزر من مختبر أوك ريدج الوطني في الولايات المتحدة أن بإمكاننا تجنب التجمد القاتل الذي يحدث داخل الخلايا إذا كانت عملية التجميد أو التبريد بطيئة بما فيه الكفاية لتسمح لمقدار كافٍ من الماء بالخروج من الخلية أثناء عملية تجميد السائل خارج الخلوي. يختلف معدل عملية التبريد بين الخلايا ذات الأحجام والنفاذية المختلفتين: يبلغ معدل التبريد الاعتيادي نحو 1 درجة مئوية في الدقيقة، وهو ملائم للكثير من خلايا الثدييات بعد معالجتها بواقيات التجمد مثل الغليسرين أو ثنائي ميثيل السلفوكسيد، لكن ذاك المعدل ليس معدلًا عالميًا ومثاليًا.
كان جيمس بيدفورد صاحب أول جسد بشري يجري تجميده أملًا بإعادة إحيائه مستقبلًا، وجرت العملية عقب بضع ساعات من وفاته متأثرًا بالسرطان عام 1967. بيدفور هو المريض الوحيد الذي خضع لحفظ الخلايا الحية بالتبريد قبل عام 1974 ولا تزال خلاياه محفوظة حتى اليوم.

## درجة الحرارة
يجري تخزين الخلايا في درجات حرارة منخفضة جدًا للحفاظ على العمر الحيوي غير المحدود للخلايا، لكن من الصعب تحديد العمر الحيوي الحقيقي الفعال. وجد الباحثون الذين أجروا تجاربًا على البذور المجففة اختلافًا ملحوظًا في التدهور عندما حُفظت العينات في درجات حرارة مختلفة –حتى ضمن درجات الحرارة شديدة البرودة. تُعتبر درجات الحرارة الأدنى من درجة حرارة التحول الزجاجي لمحاليل البوليول المائية، والتي تبلغ نحو 136– درجة سيليزيوس (137 كالفن، –213 فهرنهايت)، مقبولة لإبقاء النشاط الحيوي بشكل كبير، أما درجة غليان النيتروجين السائل (البالغة –196 درجة سيليزيوس أو 77 كالفن أو –321 فهرنهايت)، فهي درجة الحرارة المثلى لحفظ العينات المهمة. تُستخدم المبردات والثلاجات والثلاجات ذات التبريد الإضافي للكثير من الأغراض، لكن عمومًا، يتطلب الحفاظ على البنى البيولوجية الأكثر تعقيدًا استخدام النيتروجين السائل شديد البرودة، وذلك بهدف إيقاف النشاط البيولوجي بالكامل.

## المخاطر
تحدث الظواهر التي قد تسبب ضررًا على الخلايا خلال عملية الحفظ بالتبريد خلال طور التجميد بشكل رئيس، وتشمل تلك الظواهر: تأثير المحلول وتشكل الجليد خارج وداخل الخلية والتجفاف. بالإمكان تقليص معظم تلك التأثيرات باستخدام واقيات التجمد. عندما تصبح المادة المحفوظة مجمدة، فهي بمنأى عن الأضرار الأخرى نسبيًا. لكن المعطيات القائمة على الضرر التراكمي للحمض الريبي النووي منزوع الأوكسجين DNA والناجم عن محفزات إشعاعية خلال مرحلة التبريد تشير إلى أن فترة التخزين القصوى لا يجب أن تتجاوز الـ 1000 عام.
تأثيرات المحلول
تنمو بلورات الجليد في المياه المجمدة، لكن المحاليل تُستثنى من ذلك، ما يسبب تزايد تركيز المحلول في الماء السائل المتبقي. يمكن لبعض المحاليل ذات التراكيز المرتفعة أن تسبب ضررًا كبيرًا.
تشكل الجليد خارج الخلية
عندما تُبرّد الأنسجة بشكل بطيء، تهاجر جزيئات الماء خارج الخلايا ويتشكل الجليد في الحيز خارج الخلية. قد يسبب تزايد الجليد خارج الخلايا ضررًا ميكانيكيًا على غشاء الخلية جراء تعرضه للسحق.
التجفاف
قد تسبب هجرة الماء أيضًا تجفاف الخلية، ويسبب الإجهاد المترافق مع هذه الظاهرة ضررًا مباشرًا على الخلية.
تشكل الجليد داخل الخلايا
قد تتحمل بعض الكائنات والأنسجة الجليد المتشكل خارج الخلية، لكن أي جليد متشكل داخل الخلايا بشكل ملحوظ قادر على قتل تلك الخلايا.